# Mobles Masip
Mobles Masip és una obra del municipi de Cornellà de Llobregat (Baix Llobregat) inclosa en l'Inventari del Patrimoni Arquitectònic de Catalunya.

## Descripció
Es tracta d'un edifici d'una sola planta cobert amb terrat de rajola. Dins unes formes clarament modernistes, combinant línies arrodonides i angulars, destaca pels seus materials senzills emprat amb criteris de gran plasticitat. Per la seva factura de pedra disposada com llosetes i de maó marcant les obertures, cornises i angles, recorda les primeres obres modernistes com la casa de la Colònia Güell de Berenguer o de Rubió, o les façanes del Convent Teresià de Gaudí.